# Männlich (Album)
Männlich ist das fünfte Soloalbum des Hamburger Rappers Samy Deluxe. Es erschien am 21. März 2014 über das Label Vertigo Records, das zur Universal Music Group gehört.

## Entstehung

### Hintergrund
Nach der Veröffentlichung des vorherigen Soloalbums SchwarzWeiss und dem Re-Release als Up2Date-Version im Jahr 2011 sowie der dazu folgenden Tour im Jahr 2012 zog sich Samy Deluxe als Rapper etwas aus der Öffentlichkeit zurück. Stattdessen veröffentlichte er als Herr Sorge das Album Verschwörungstheorien mit schönen Melodien, welches weniger stark medial wahrgenommen wurde. Er fokussierte sich dabei auf gesungene Lieder, die ein starkes Maß an Gesellschaftskritik enthielten.
Im Herbst 2013 wechselte er wieder zurück in die Rapper-Rolle. Er veröffentlichte das Mixtape Perlen vor die Säue als Vorgeschmack auf das kommende Album.
Für das Album selbst suchte Samy Deluxe, wie zu SchwarzWeiss, einen simplen, aber tiefgründigen Titel, der als Leitfaden für die Songs gelten soll. Seine Wahl fiel auf männlich.
Zum Album veranstaltet Samy Deluxe eine Tour, die Testosteron-Tour im April und Mai 2014.

### Produktion
| Professionelle Bewertungen | Professionelle Bewertungen |
| -------------------------- | -------------------------- |
| Kritiken                   |                            |
| Quelle                     | Bewertung                  |
| laut.de                    | [ 2 ]                      |
| rap.de                     | [ 3 ]                      |
| hiphop.de                  | [ 4 ]                      |

Das Album wurde in der KunstWerkStadt produziert. Damit ist es nach SchwarzWeiss das zweite Album von Samy Deluxe, das dort produziert wurde. Daneben sind auch Teile des Mixtapes Perlen vor die Säure sowie das Album Verschwörungstheorien mit schönen Melodien (unter dem Pseudonym Herr Sorge) an diesem Ort entstanden.
Die KunstWerkStadt ist ein Gebäude, das sich Samy Deluxe nach der Veröffentlichung des Albums Dis wo ich herkomm gekauft hat. Hier befinden sich die Produktionsanlagen und -studios.
Produzenten sind neben Samy Deluxe DJ ViTo, DJ Saint One und Tony Brown. Die DLX BND beteiligte sich mit Instrumentals an der Entstehung des Albums. Zu dieser Band zählen Matteo Capreoli (Gesang, Gitarre), Dr. Zorn (Jan van der Toorn; Gesang, E-Piano) und Hazy Haze (Bass).

### Gastbeiträge
Insgesamt gibt es mehr Gastbeiträge als bei den vorherigen Alben des Künstlers. Auf der Standard-Edition befinden sich sechs Features, auf der Bonus-EP ein zusätzliches. Auf Offenes Herz beteiligt sich Mine, die den Omnichord-Beat, sowie den Refrain beisteuerte. Auf Blablabla ist die Soul-Sängerin Y’akoto vertreten. Brixx ist, wie auf dem vorherigen Mixtape Perlen vor die Säue auf dem Titel Dschungelbuch, hier auf Keine Liebe zu hören. Der Song Verbotene Früchte enthält Gesang von Malo. Auf Penis ist Flo Mega Feature-Gast. Zuvor beteiligte sich Samy Deluxe schon auf Flo Megas Song Zeit.
Auf der Bonus-EP ist auf Pappblick Enemy Afrob vertreten.

### Editionen
Es wurden drei Editionen des Albums veröffentlicht.

Marssymbol

Männlich
Die Standard-Edition trägt den Namen Männlich. Sie enthält 16 Songs auf einer Compact Disc. Das Cover zeigt das Röntgenbild eines Schädels in gelber Farbe. Auf Höhe der Stirn steht SAMY DELUXE und das Marssymbol ♂ als Zeichen für männlich. Der Hintergrund ist schwarz gehalten.
Männlich (Limited Deluxe Edition)
Die erweiterte Edition enthält neben den 16 Songs vier Bonustracks auf einer zweiten CD (Bonus-EP) sowie die Instrumentals der 16 Songs der Standard-Edition auf einer dritten CD. Das Cover unterscheidet sich insoweit von der Standard-Edition, als dass nur die linke Hälfte des Covers den Schädel zeigt. Auf der anderen Hälfte wird ein normales Foto von Samy Deluxe gezeigt, das gelblich einfärbt ist. Es stammt vom Fotografen Axl Klein, der es im Rahmen des Projekts Zorn aufgenommen hatte.
Männlich (Limited Fan-Edition)
Diese Edition gleicht der Limited Deluxe Edition, außerdem sind ein T-Shirt mit dem Samy-Deluxe-Logo und ein Sticker enthalten. Sie wird exklusiv auf Amazon.de verkauft.

### Promotion
Es gab mehrere Promotions-Aktionen für das Album.
Mixtapes
Das Mixtape Perlen vor die Säue kann als erste Promo-Aktion angesehen werden. Nach der Veröffentlichung des Albums soll noch ein weiteres Mixtape erscheinen.
DMAX Sendung
Die Sendung auf DMAX, Männlich Deluxe, erschien in sechs Folgen. Das Thema ist eine „Männlichkeitstour quer durch Deutschland“, in der Samy Deluxe eine „Selbsterfahrungstrip“ startet. Er wird dabei von vier Freunden begleitet. Die Sendung lief im Februar und März 2014.
One Take Wonders
Samy Deluxe veröffentlichte, wie auch zum Album SchwarzWeiss, sogenannte One Take Wonders. Diese sind Musikvideos, die Musik enthalten, welche kurz zuvor konzipiert (geschrieben) wurde. Die Aufnahme sei der erste Versuch, also der erste Take. Insgesamt gibt es vier One Take Wonders (Stand: 16. März 2014).
Snippets
Vom 14. bis zum 21. März 2014 werden pro Tag je zwei neue Snippets, also Ausschnitte aus dem Album, die jeweils ca. 90 Sekunden lang sind, veröffentlicht. Die Reihenfolge der Veröffentlichung gleicht der auf dem Album selbst.

## Singles und Videoauskoppelungen
Die erste Single des Albums wurde am 31. Januar 2014, vor Erscheinen des Albums, veröffentlicht. Sie trägt den Namen Halt dich gut fest. Als Feature sind Die Fantastischen Vier enthalten, welche die Hookline singen. Zur Single wurde ein Musikvideo veröffentlicht. Es zeigt Samy Deluxe und Die Fantastischen Vier auf dem Nürburgring. Dort fahren sie Motorsportwagen.
Neben diesem Song kann auch Traum als Single angesehen werden, da er von vielen Radiostationen während der Promo-Phase des Albums gespielt wird. Außerdem wurde zu dem Song ein Musikvideo am Tag des Releases veröffentlicht.
Zum Song Hallo (D.E.L.U.X zum E.), welcher sich nur auf der Bonus-EP befindet, wurde am 24. März 2014 ebenfalls ein Video veröffentlicht. Es zeigt Samy Deluxe beim Sprayen von Zügen.

## Titelliste
| #  | Titel                            | Gastbeiträge           | Länge |
| -- | -------------------------------- | ---------------------- | ----- |
| 1  | Habt ihr mich vermisst?          |                        | 3:41  |
| 2  | Offenes Herz                     | Mine                   | 3:54  |
| 3  | Blablabla                        | Y’akoto                | 2:15  |
| 4  | Der letzte König von Schrottland |                        | 3:33  |
| 5  | Probleme                         |                        | 2:54  |
| 6  | Fantasie Pt. 1                   |                        | 3:51  |
| 7  | Klasse Klassiker                 |                        | 3:37  |
| 8  | Traum                            |                        | 4:10  |
| 9  | Liebe in der Discotheque         |                        | 5:53  |
| 10 | Das Paradies                     |                        | 2:59  |
| 11 | Keine Liebe                      | Brixx                  | 3:37  |
| 12 | Schaukelstuhl                    |                        | 3:07  |
| 13 | Verbotene Früchte                | Malo                   | 2:41  |
| 14 | Penis                            | Flo Mega               | 3:07  |
| 15 | Mann muss tun                    |                        | 6:51  |
| 16 | Halt dich gut fest               | Die Fantastischen Vier | 3:31  |

Bonussongs der Limited Deluxe Edition
| #  | Titel                      | Gastbeiträge | Länge |
| -- | -------------------------- | ------------ | ----- |
| 17 | Rapper sind gefickt        |              | 4:18  |
| 18 | Pappblick Enemy            | Afrob        | 3:51  |
| 19 | Hallo (D.E.L.U.X zum E.)   |              | 2:32  |
| 20 | Das Phantom der Seifenoper |              | 3:33  |